# Тамирес
Тамиреш Кассия Диаш Гомеш (порт. Tamires Cássia Dias Gomes; род. 10 октября 1987, Каэте) — бразильская футболистка. Игрок «Коринтианса» и сборной Бразилии.

## Карьера

### Клубы
Выступала за ряд бразильских клубов, в том числе «Сантос».
В 2008 году провела 10 матчей за «Шарлотт Леди Иглз» в североамериканской W-Лиге.
С лета 2015 года играет в Европе за «Фортуну» из Йёрринга.

### Сборная
В составе национальной команды дебютировала в 2013 году.
В феврале 2015 года была включена в программу подготовки сборной к чемпионату мира 2015 года и Олимпиаде-2016, рассчитанную на 18 месяцев.
В 2015 году в составе сборной стала победителем Панамериканских игр в Торонто. В июле того же года медаль за победу в соревнованиях была украдена из дома её матери и бразильская Федерация футбола предоставила футболистке реплику оригинальной награды.

## Достижения

### Клуб
Фортуна:
- Чемпионка Дании: 2015/16
- Обладательница Кубка Дании: 2015/16

### Сборная
Бразилия:
- Победительница Панамериканских игр: 2015

## Личная жизнь
Замужем. В 2011 году родила сына Бернардо.